# Materiale refrattario
Un materiale refrattario è un materiale capace di resistere per lunghi periodi ad elevate temperature senza reagire chimicamente con gli altri materiali con i quali si trova in contatto.
In particolare la normativa ASTM (organismo di normalizzazione statunitense) C71 definisce refrattari "i materiali non-metallici che abbiano proprietà chimico-fisiche tali da potere essere impiegati in strutture o componenti di sistemi che sono esposti ad ambienti con temperature superiori a 538 °C (1000 °F)".

## Descrizione
I materiali refrattari possono essere preformati in forma di mattoni oppure possono essere formati in loco, per sinterizzazione, presa idraulica o chimica (calcestruzzi refrattari).Talvolta si attribuisce erroneamente a tutti i materiali refrattari la caratteristica di isolante termico, che è una caratteristica solo di alcuni materiali refrattari.

## Tipologie
Tra materiali refrattari più diffusi vi è la malta refrattaria, che è un tipo di materiale resistentissimo alle alte temperature ed è composto da argilla, calcio ed altri additivi. Si presenta in polvere in confezioni che vanno da 1 a 25 kg e si deve miscelare con acqua. Una volta ottenuto un impasto omogeneo, è di facile lavorazione ed elevata adesione alle superfici di lavoro. Può essere applicato a cemento e mattoni refrattari oppure essere applicato su superfici che possono raggiungere anche i 500 gradi di temperatura.
Altri refrattari sono:
- ossidi di alluminio (allumina)
- silice (i più economici)
- composti silico-alluminosi
- composti magnesiaci.

Oltre a quelli citati, esistono materiali refrattari a base di calcio, tungsteno, molibdeno, uranio, cromo, manganese e titanio. Per temperature estremamente alte si possono utilizzare ossido di zirconio, carburo di silicio, carburo di vanadio o grafite. D'altra parte, il carburo di silicio e la grafite non possono essere utilizzati in ambienti in cui sia presente ossigeno, in presenza del quale si ossidano e bruciano.

## Utilizzi
La scelta del materiale refrattario da utilizzare per una data applicazione dipende dalle temperature di esercizio e dall'ambiente chimico circostante (acido, basico). Inoltre, a seconda dell'ambiente in cui il materiale refrattario deve operare, bisogna che esso sia inerte chimicamente, resistente agli shock termici, ed avere specifici valori di conduttività termica o coefficiente di espansione termica. I materiali refrattari trovano impiego:
- nei forni per la produzione della ghisa (altoforno), dell'acciaio (forno L.D. o Linz Donawitz / forno Martin-Siemens / forno Thomas) e dei materiali ceramici
- nella produzione del vetro, in particolare per le operazioni di fusione
- negli inceneritori
- nei reattori chimici
- nei reattori nucleari
- nella fabbricazione dei crogioli.
- nella produzione della ceramica forni a tunnel
- in edilizia, nella realizzazione di caminetti a legna.

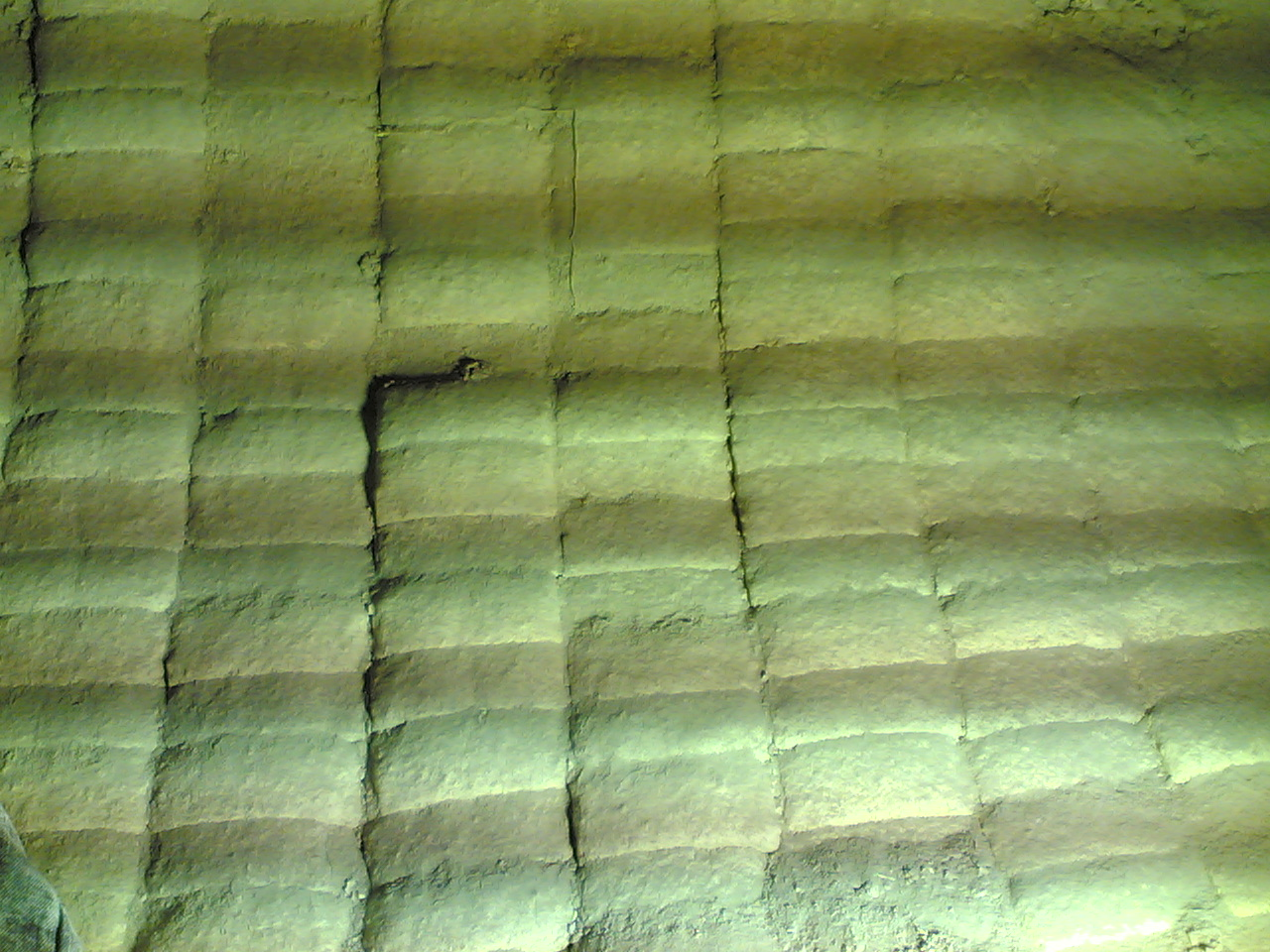
Rivestimento interno in materiale refrattario di un forno rotativo
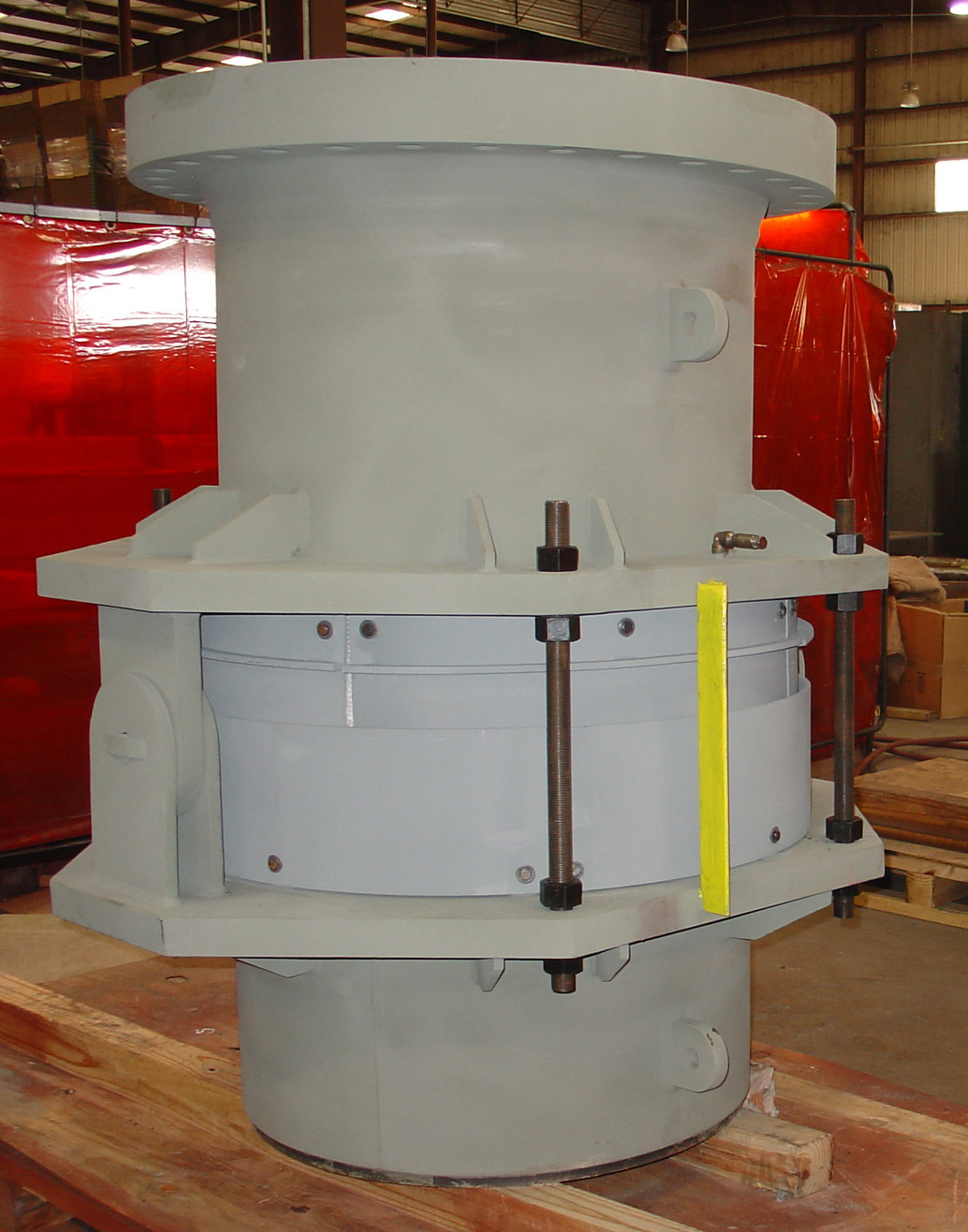
Giunto di espansione in materiale refrattario